# Bloch (Lohmar)
Bloch ist ein Weiler, der zur Stadt Lohmar im Rhein-Sieg-Kreis in Nordrhein-Westfalen gehört. 

## Geographie
Bloch liegt im Nordosten des Stadtgebietes von Lohmar. Umliegende Ortschaften und Weiler sind Mailahn und Höffen im Nordwesten, Büchel, Naaf und Naafmühle im Nordosten, Rippert und Rengert im Südosten, Hausdorp im Südwesten sowie Weeg im Westen.
Nordwestlich von Bloch entspringt ein namenloser orographisch rechter Nebenfluss des Naafbach. Der Naafbach selbst fließt südöstlich an Bloch vorbei.

## Geschichte
Im Jahre 1885 hatte Bloch 25 Einwohner, die in sieben Häusern lebten.
Nach einem Adressbuch aus dem Jahre 1901 zählte der Ort Bloch drei Ackerer, einen Maurer und einen Schreiner.
Bis 1969 gehörte Bloch zu der bis dahin eigenständigen Gemeinde Wahlscheid.

## Sehenswürdigkeiten
Bloch liegt im Naturschutzgebiet Naafbachtal.

## Verkehr
- Die Kreisstraße K 34 liegt westlich von Bloch.
- Ein Anruf-Sammeltaxi (AST) bindet Bloch an den ÖPNV an. Bloch gehört zum Tarifgebiet des VRS.[4]